# Cláusula de desnudez
Una cláusula de desnudez es un párrafo o sección en un contrato legal de un artista el cual estipula qué partes del intérprete, si las hay, están expuestas en una representación teatral, en la televisión, el cine u otro tipo de producción. La cláusula debe estipular que un artista no está obligado a actuar en el desnudo, o concretar si un artista no tiene permitido realizarlo.
Aun así, el personaje al que interpretan puede parecer estar desnudo si lo representa un «doble» en lugar del actor durante una escena de desnudo, la utilización de un bodi de color carne o incluso una peluca que cubra el área púbica. A veces, un artista rechazará aceptar un papel que implique desnudez.
La mayoría de los contratos escénicos estipulan qué partes del cuerpo se deben utilizar en el producto final. Estas pueden ser, por ejemplo, la parte inferior de la espalda sobre la cintura u otras como nalgas, pechos, vello púbico, etc. También pueden especificar qué partes no se pueden mostrar, como las manos, el cuello, el perfil, etc. Existen directrices estrictas con relación al desnudo en escena, que requieren que se informe a los actores con antelación de cualquier escena de desnudo y las exenciones de desnudez obligan a los directores a detallar con exactitud cuáles se van a mostrar y cómo.
En ocasiones, a la exposición de cada parte del cuerpo se le da un valor comercial y está sujeta a negociaciones. En 2001, Halle Berry apareció en la película Operación Swordfish, en la cual se incluía su primera escena de desnudo. Al principio se negó a que se le filmara en toples en una escena en la que tomaba el sol, pero cambió de idea cuando la compañía Warner Bros aumentó los honorarios considerablemente. Supuestamente, por el breve instante en el que aparecen sus pechos llegó a cobrar unos 450.000 € más. Berry, sin embargo, negó tal cosa y explicó que después de haber rechazado numerosos papeles que requerían desnudos, decidió actuar en Operación Swordfish ya que su marido, Eric Benét, la apoyaba y la animaba a correr riesgos.

## Finalidad
Especialmente cuando están en sus inicios profesionales, muchas intérpretes rechazan papeles que les obligan a desnudarse, ya sea por razones personales o profesionales; compañías como Disney a menudo hacen todo lo posible para preservar la imagen de «respeto hacia las familias» de sus intérpretes. Las cláusulas de no-desnudez son relativamente poco habituales, por tanto, una actriz que va a interpretar tal papel normalmente se encuentra en una etapa profesional en la que es comprensible que lo rechace de forma adecuada y, en la mayoría de casos, se dispone de suplentes de cuerpo, bodis de cuerpo entero u otras alternativas.[cita requerida]

## Imposición de los estudios
En algunos casos son los estudios o las compañías de producción quienes insisten en que sus actrices no participen en escenas de desnudos u otras apariciones. Por ejemplo, para preservar su imagen íntegra, a Annette Funicello, que estaba bajo contrato con Walt Disney, no se le permitió ponerse un bikini o enseñar su ombligo en las películas de fiesta en la playa de la década de 1960 para la American International Pictures; aunque la prohibición no siempre se cumplió.

## Para personajes de dibujos animados
Las cláusulas de no-desnudez también han prohibido la aparición de desnudos en personajes de dibujos animados. Pamela Anderson, por ejemplo, que ha aparecido desnuda muchas veces en la prensa y en películas, informó a Reuters que ella insistió en una cláusula que prohibiera la desnudez de su otro yo (alter ego), Stripperella, una serie de animación para adultos creada por Stan Lee. Otros personajes de dibujos animados, en particular Homer Simpson y su hijo Bart, han aparecido muchas veces desnudos en la televisión, incluso en horario infantil, pero con sus genitales ocultos, aunque Bart muestra brevemente los suyos en Los Simpsons: la Película.[cita requerida]

## Polémica en cuanto a su existencia
La actriz Shannon Elizabeth manifestó en una entrevista a un reportero de la revista Maxim que la cláusula de no desnudez no existe, afirmando: «Hay una exención de desnudez (otra forma de escaquearse). Así pues, si tienes un contrato que estipula que hay desnudez, entonces habrá desnudez. Sin embargo, si el contrato no menciona la desnudez, la desnudez no está permitida». Otros actores también han mencionado que tienen esas cláusulas en sus contratos. Por ejemplo, en una entrevista de Cranky Critic, le preguntaron a Kirsten Dunst si ella incluía cláusulas de no-desnudez en sus películas y ella respondió: «Sí, siempre soy muy cauta con eso, sin duda». Sin embargo, Dunst apareció desnuda en María Antonieta, Todas las cosas buenas y en Melancolía.